# 大卫·布拉特
大卫·布拉特（英語：David Blatt，1959年5月22日—），犹太裔美国人，篮球教练，曾任NBA球队克里夫蘭騎士的主教练。
大卫-布拉特出生在美国波士頓，就读于普林斯顿大学期间，他曾在传奇教练皮特·卡里尔手下打球。所以在日后的执教中，布拉特通常会采用普林斯顿进攻。

## 球員時代
1977年到1981年，布拉特在普林斯顿大学打球，司职控球後衛。1981年，他代表美国队参加了马加比厄运动会，并获得金牌。随后，他开始在以色列篮球超级联赛打球，1992-1993赛季结束后退役。

## 教练生涯

### 叱吒歐陸
大卫-布拉特此前在欧洲联赛打拼将近20年，以色列、希腊、俄罗斯和土耳其都留下过他的身影。在以色列执教馬卡比的6年间，布拉特带领球队共夺得6个以色列杯赛冠军和5个以色列联赛冠军。此外，布拉特还曾担任俄罗斯队總教练6年，2007年率队夺取欧锦赛冠军，2012率队夺得伦敦奥运会铜牌。2013-14赛季他帮助特拉维斯马卡比俱乐部得到欧冠篮球冠军，过去四年中，作为马卡比队的總教练，他取得了225胜55负的战绩。

### 轉戰NBA
2014年6月20日，布拉特成為克里夫兰骑士總教练。2014年6月21日，据ESPN报道，布拉特已经与骑士达成口头协议，签订一份三年1000万美元合約，其中还包括奖励条款與第四年骑士的球队选项。与骑士签约后不久，布拉特被评为“欧洲联赛年度總教练”。
2014年賽季，在他执教的第一年中，就带领騎士獲得例行賽東區第二的戰績，並在東區決賽直落4橫掃東區第一種子亞特蘭大老鷹，最後在总决赛才以2:4輸給西區冠軍金州勇士。
2015年赛季，騎士表现也相当不错，一月中還保持在東區第一的位置，並在一月的13场比赛中赢下了11场。但在1月23日，騎士公開宣布開除布拉特，並由原助理教練泰倫·魯上任為代理總教練。
在布拉特执教期间，骑士战绩是優秀的83胜40负(胜率67.5%)，依然无法保住布拉特的帅位。其中的原因，有人指向雷霸龍·詹姆斯這位「地下總管」；有人認為布拉特無法融合三巨頭的進攻威力；有人則認為布拉特無法維持過去在歐陸籃壇時的「教練至上主義」，並對騎士球員採用雙重標準，導致將帥不合，抱怨聲之大就連其他隊伍都聽到了。
布拉特成為NBA史上勝率最高的被解雇的主帥，也成為自從NBA在1970-71賽季開始實施分區制度以來第一位取得分區第一被解雇的總教練。他成为继凱文·麥克海爾和萊昂內爾·霍林斯之后，2015賽季中第三个被解雇的總教练。

### 重返歐陸
儘管被騎士開除，布拉特的行情依舊不錯，湖人（得到盧克·沃爾頓後退出角逐行列）、尼克、火箭和國王都對布拉特感到高度興趣，但根據《ESPN》來自以色列的消息來源指出，Blatt已經跟土耳其聯賽的俱樂部Darussafaka簽約。
土耳其聯賽的俱樂部Darussafaka不與布拉特續約後，根據消息奧林匹亞科斯與布拉特接觸，甚至提供兩年合約。
2019年12月18日，紐約尼克斯隊宣布球隊已聘請布拉特為顧問，布拉特宣布他已正式從教練中退休。

## 撤換爭議
其實在2014賽季，大家對於布拉特的執教能力保留了相當的看法，畢竟騎士陣中球星勒布朗·詹姆斯曾多次在比賽中否定了布拉特的戰術，嚴重的影響到布拉特的威信，且在外界看來，勒布朗·詹姆斯在場上的影響能力，遠大於教練團的指揮能力，因此布拉特的執教功力相對的被忽視。但對於布拉特來說，最大的問題還是在於號稱進攻天才的他，一年下來還是無法融合三巨頭在進攻端的威力，而在2015賽季一月中接連被冠軍爭霸中的最大假想敵馬刺與勇士擊敗，更是將這問題徹底放大浮現。根據記者表示，布拉特之前就有跟朋友透露過，不是他走就是陣中的第三號球星凱文·洛夫會走。
雖然撤換一事宣佈後，當時的騎士隊總經理David Griffin還特地強調撤換教練並沒有與球員商量過，但勒布朗·詹姆斯在很久之前就曾公開表示自己喜歡泰倫·魯的執教方式。

## 執教風格
布拉特以善于沟通闻名，他被认为是一个进攻天才。据曾受教於布拉特的球員说，“布拉特理解不同球员具有不同的情绪和态度，并且知道如何将它们融为一体。”

## 主教练战绩

### 歐洲聯賽
| 隊伍             | 年份    | 常規賽 | 常規賽 | 常規賽 | 常規賽 | 季後賽           |
| 隊伍             | 年份    | 比賽   | 勝     | 負     | 勝率   | 季後賽           |
| ---------------- | ------- | ------ | ------ | ------ | ------ | ---------------- |
| 特拉維夫馬卡比   | 2001–02 | 21     | 13     | 8      | .619   | 半決賽失利       |
| 特拉維夫馬卡比   | 2002–03 | 20     | 11     | 9      | .550   | 16強失利         |
| 貝納通特雷維索   | 2005–06 | 20     | 11     | 9      | .550   | 16強失利         |
| 貝納通特雷維索   | 2006–07 | 20     | 11     | 9      | .550   | 16強失利         |
| 安納托利亞艾菲斯 | 2007–08 | 20     | 9      | 11     | .450   | 16強失利         |
| 特拉維夫馬卡比   | 2010–11 | 23     | 16     | 7      | .696   | 總決賽失利       |
| 特拉維夫馬卡比   | 2011–12 | 21     | 13     | 8      | .619   | 四分之一決賽失利 |
| 特拉維夫馬卡比   | 2012–13 | 27     | 16     | 11     | .593   | 四分之一決賽失利 |
| 特拉維夫馬卡比   | 2013–14 | 30     | 21     | 9      | .700   | 贏得歐洲聯賽冠軍 |
| 達魯薩法卡       | 2016–17 | 30     | 16     | 14     | .533   | 四分之一決賽失利 |
| 奧林匹亞科斯     | 2018–19 | 30     | 15     | 15     | .500   | 未進入           |
| Career           | Career  | 291    | 169    | 122    | .581   |                  |

### NBA
| 隊伍 | 年份    | 常規賽 | 常規賽 | 常規賽 | 常規賽 | 常規賽       | 季後賽        |
| 隊伍 | 年份    | 比賽   | 勝     | 負     | 勝率   | 排名         | 季後賽        |
| ---- | ------- | ------ | ------ | ------ | ------ | ------------ | ------------- |
| CLE  | 2014-15 | 82     | 53     | 29     | .646   | 中央賽區第一 | NBA總決賽失利 |
| CLE  | 2015-16 | 41     | 30     | 11     | .732   | (解雇)       |               |
| 總計 | 總計    | 123    | 83     | 40     | .675   |              |               |

## 外部連結
| 前任： 邁克·布朗 | 克里夫蘭騎士主教练 2014–2015 | 繼任： 泰倫·卢 |